# Centre Marcel-Dionne
Le Centre Marcel-Dionne, nommé en l'honneur de Marcel Dionne, est le plus grand aréna de la région de Drummondville, Québec. Avec ses 4 000 places, il est en mesure d'accueillir de nombreux amateurs de sports. L'aréna est reconnu pour ses nombreuses couleurs et l'ambiance bruyante qui y règne. Les fans sont reconnus pour être bruyants. L'aréna est la résidence des Voltigeurs de Drummondville de la Ligue de hockey junior Maritimes Québec. De l'extérieur, l'aréna a le même aspect que celui du Colisée de Rimouski par son architecture mais à l'intérieur, les estrades sont différents car seules les parties qui sont derrière les buts ont des rangées de sièges qui se sont limitées jusqu'aux murs.

## Bannières
Numéros retirés
- 7 Sean Couturier
- 12 Steve Chartrand
- 14 Daniel Brière
- 14 Ian Laperriere
- 18 Steve Duchesne
- 21 Denis Gauthier Jr
- 22 Guillaume Latendresse
- 25 René Corbet
- 61 Derick Brassard

Honneurs d'équipe
- Bannière de Champions des Voltigeurs de Drummondville (Coupe du Président) 2008-09
- Bannière de Champions des Voltigeurs de Drummondville (Trophée Jean-Rougeau) 2008-09
- Bannière de Champions des Voltigeurs de Drummondville (Trophée Gilles-Courteau) 2023-24
- Bannière de la meilleure amélioration en une année

## Galerie

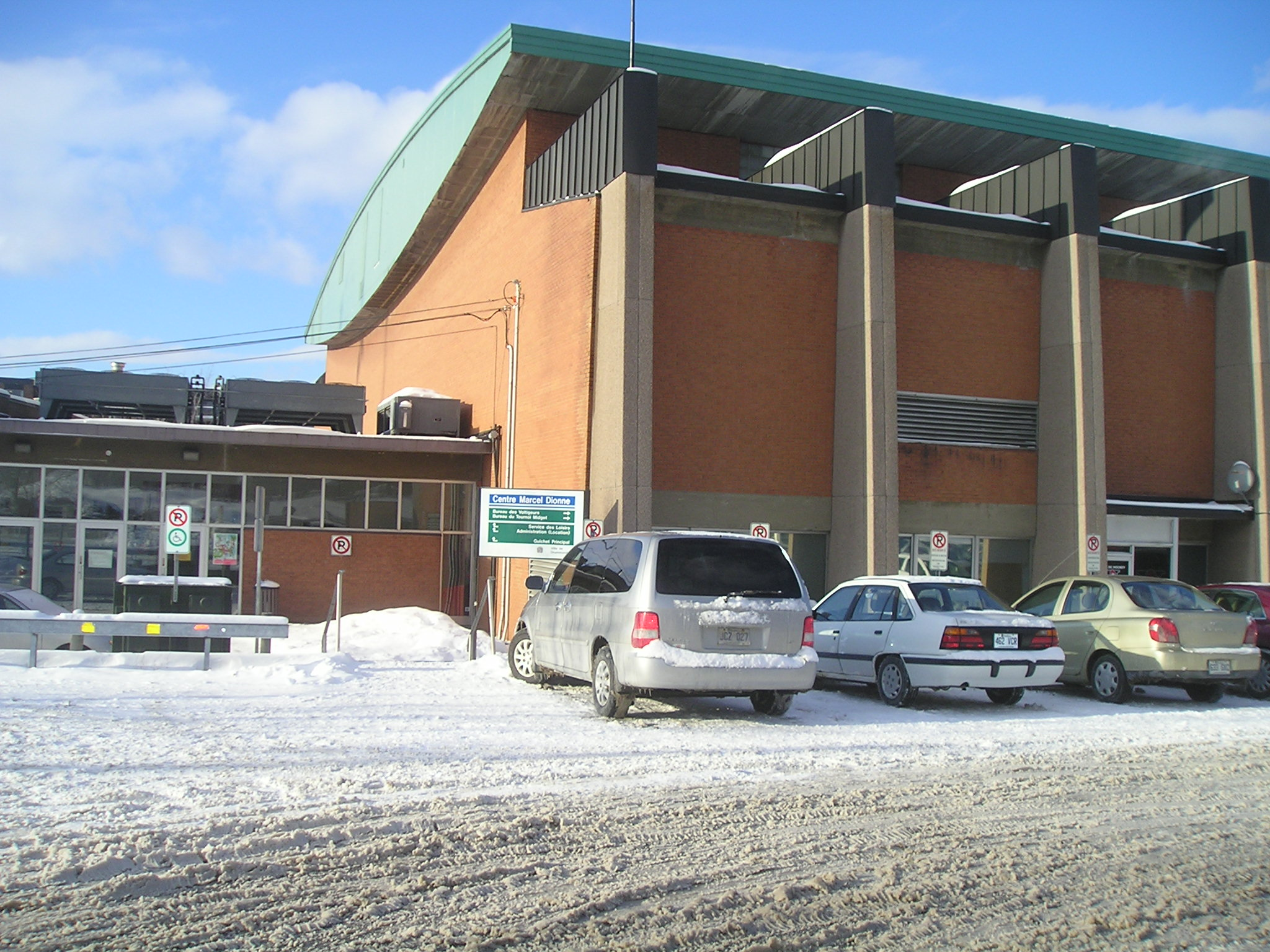
Entrée Arrière
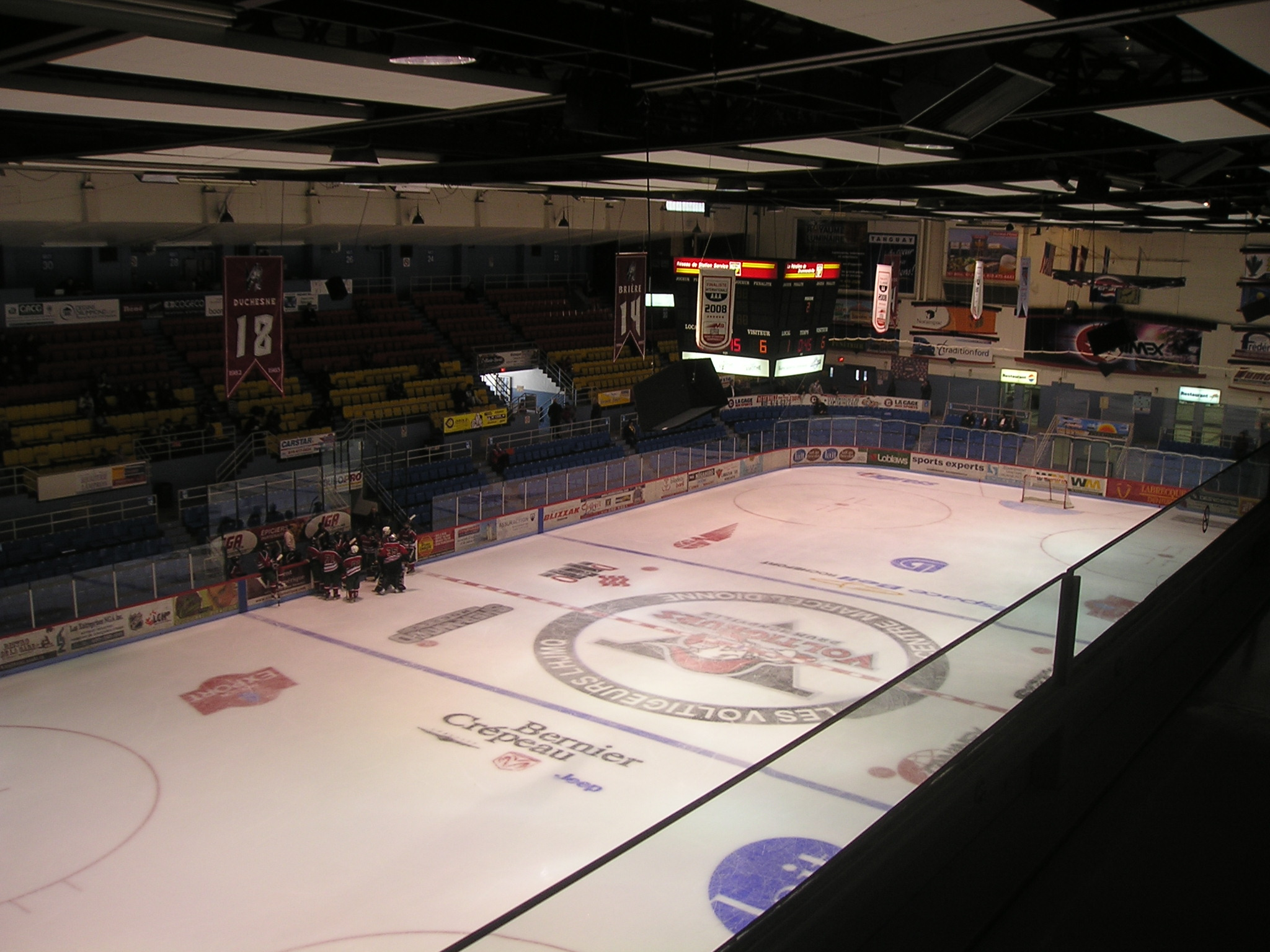
Vue de la glace du Centre Marcel Dionne
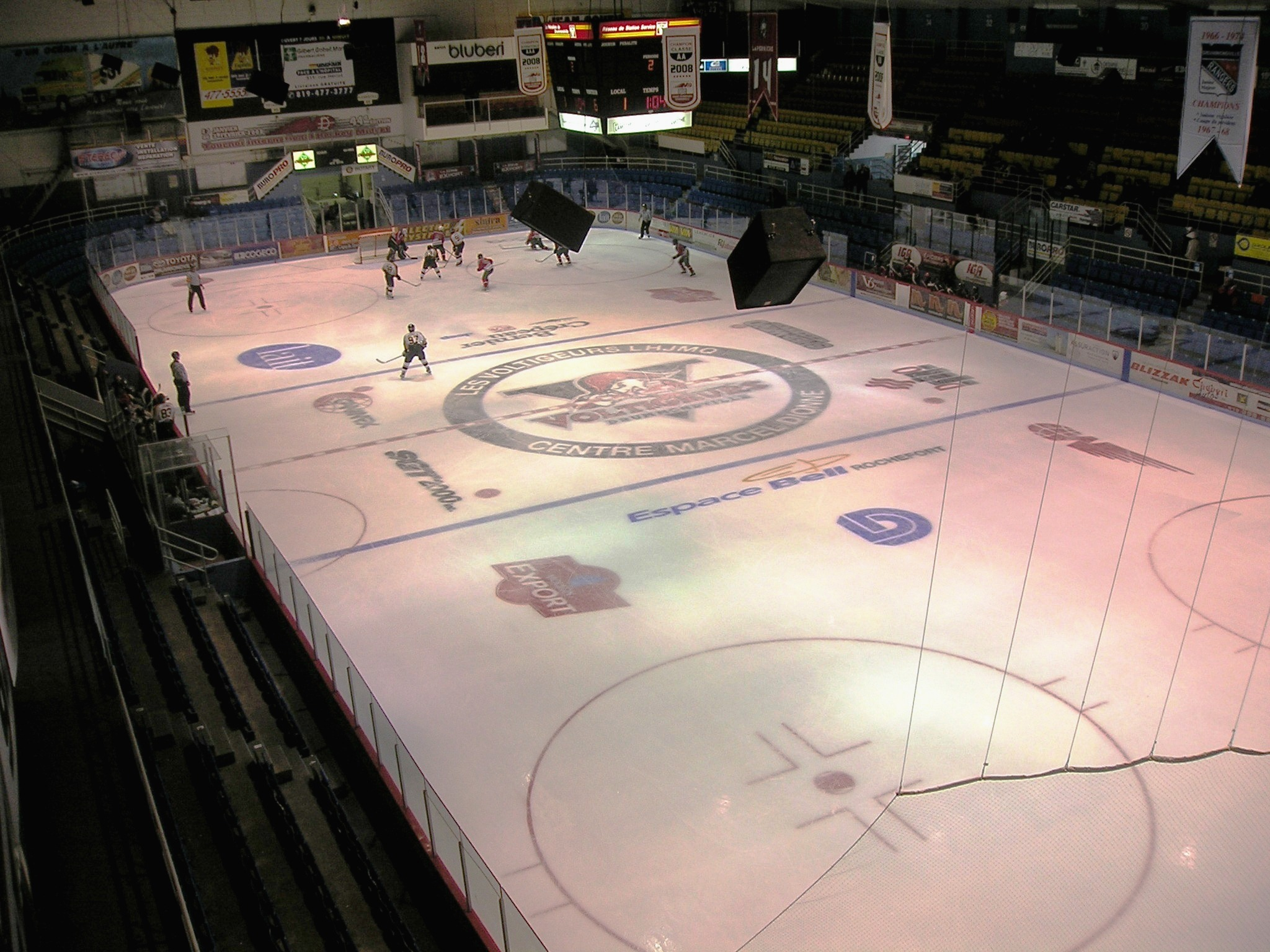
Vue de la glace du Centre Marcel Dionne d'un autre angle
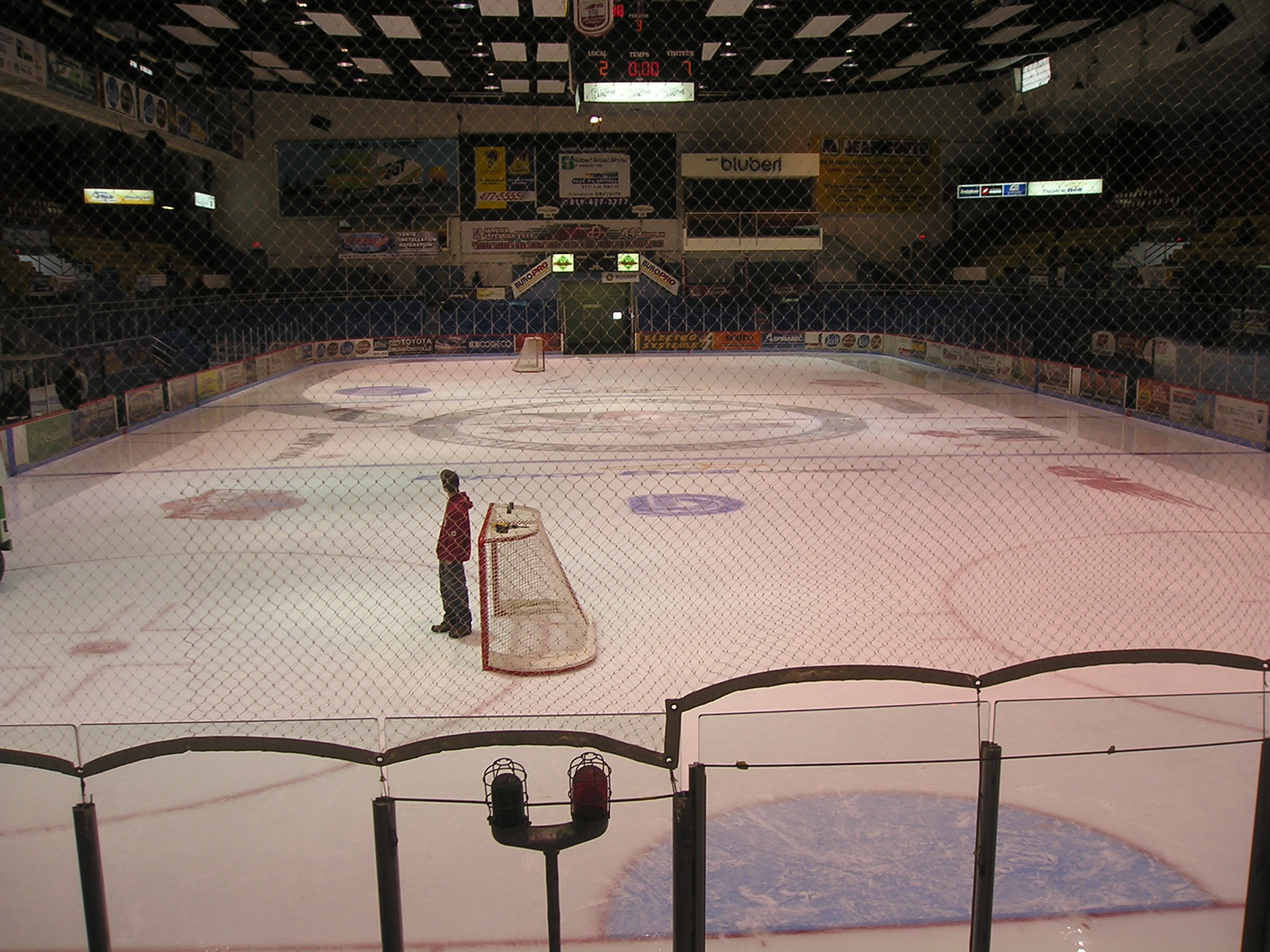
Vue sur l'ensemble de la glace
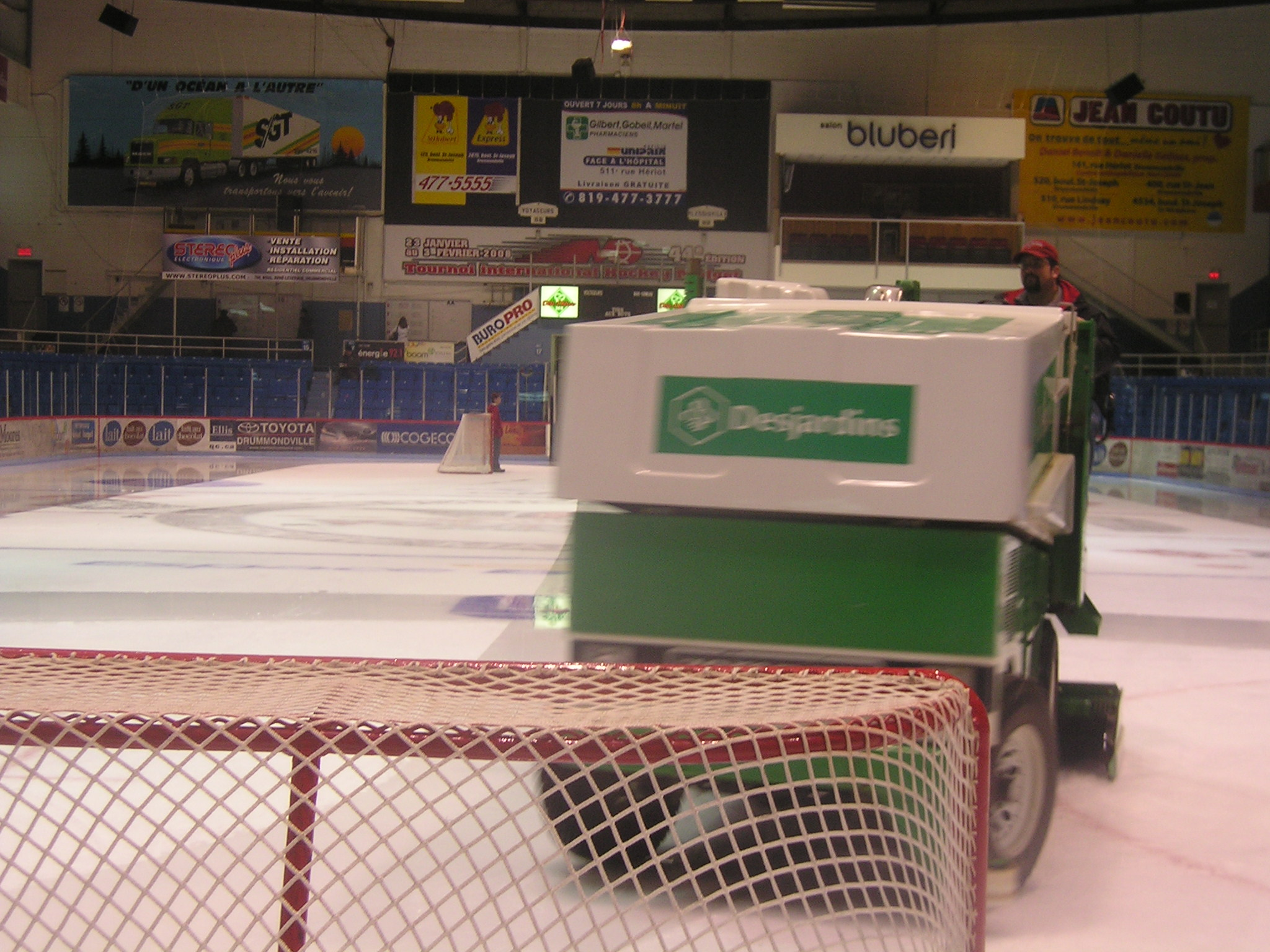
La surfaceuse

## Autre Aréna de Drummondville
- Olympia Yvan-Cournoyer